# The Jasser Arafats
The Jasser Arafats ist eine finnische Death- und Thrash-Metal-Band aus Tampere.

## Geschichte
Die Band wurde im Jahr 2007 gegründet. 2008 folgten die ersten beiden Demos, sowie im Jahr 2009 eine EP, die vier Lieder umfasste. Daraufhin erreichte die Gruppe einen Vertrag bei Violent Journey Records, worüber im April 2010 das Debütalbum Condemnation international erschien. Seit dem Jahr 2008 hatte die Gruppe zudem Auftritte mit Gruppen wie Sotajumala, Stam1na und Kalmah abgehalten. Ende 2009 war die Gruppe außerdem zusammen mit der mexikanischen Band Into Sickness auf Tour durch Finnland, Schweden und Norwegen gegangen. Im Jahr 2013 folgte über Violent Journey Records die EP The Aftermath, worauf die Band aus dem Bassisten S. Hautamäki, dem Schlagzeuger Jack O Hell, den Gitarristen J. Liukkonen und Max Pekkonen und dem Sänger Jari Kurki bestand.

## Stil
Laut Luxi Lahtinen von voicesfromthedarkside.de spiele die Band auf The Aftermath eine aggressive und moderne Mischung aus Death- und Thrash-Metal.

## Diskografie
- 2008: Demo I (Demo, Eigenveröffentlichung)
- 2008: Demo II (Demo, Eigenveröffentlichung)
- 2009: Promo 2009 (EP, Eigenveröffentlichung)
- 2010: Condemnation (Album, Violent Journey Records)
- 2013: The Aftermath (EP, Violent Journey Records)
- 2022: Tartaros (Single)
- 2022: Into the Void (Album)